# Michael Harig

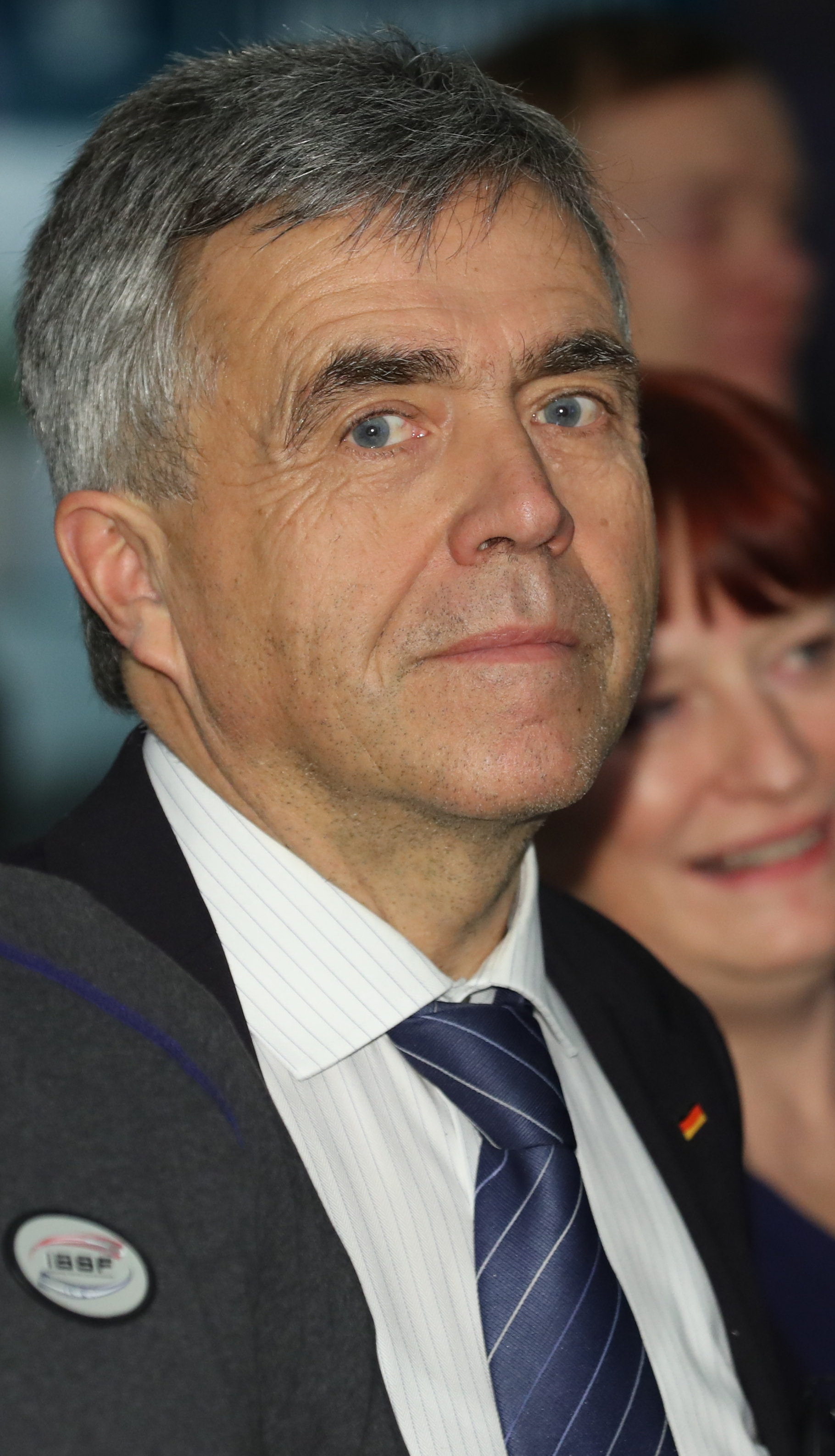
Michael Harig (2020)

Michael Rainer Harig (* 3. September 1960 in Sohland an der Spree) ist ein deutscher Politiker (CDU). Er war von 2001 bis 2022 Landrat des sächsischen Landkreises Bautzen.

## Leben
Harig ist mit fünf Geschwistern in Sohland an der Spree aufgewachsen. Eine weiterführende Schulausbildung wurde ihm in der DDR verwehrt, weil er die Jugendweihe verweigerte und nicht Mitglied in der FDJ war. Von 1977 bis 1979 machte er eine Ausbildung zum Zerspanungsmechaniker. Danach leistete er bis Mai 1981 seinen Wehrdienst bei der NVA ab. Zwischen 1981 und 1990 arbeitete er als Zerspanungsmechaniker. Von 1990 bis 1994 studierte er Volks- und Betriebswissenschaft an der Verwaltungs- und Wirtschaftsakademie Sachsen und schloss dieses als Diplom-Verwaltungs- und Betriebswirt (VWA) ab. Im April 2018 gab er bekannt, sich für das Amt des geschäftsführenden Präsidenten des Ostdeutschen Sparkassenverbandes im Jahr 2019 zu bewerben. Im September 2018 wurde publik, dass der bisherige Amtsinhaber des Ostdeutschen Sparkassenverbandes auch weiter als Präsident fungiert, da man sich nicht auf einen neuen Kandidaten einigen konnte. 2021 bewarb er sich erneut erfolglos um diese Position. Seit dem Rückzug aus der Politik widmet sich Harig einem mit seiner Frau in Crostau geführten Landwirtschaftsbetrieb.

## Politische Karriere
1990 wurde Harig Bürgermeister der Gemeinde Sohland an der Spree. Dieses Amt bekleidete er bis 2001. Von 1994 bis 2001 war er Mitglied des Kreistages des Landkreises Bautzen und Vorsitzender der CDU-Fraktion. Am 10. Juni 2001 wurde er zum Nachfolger von Horst Gallert als Landrat des Landkreises Bautzen gewählt, welches Amt er am 1. August 2001 antrat. Am 8. Juni 2008 gewann er die Wahl zum Landrat des infolge der Sächsischen Kreisreform 2008 vergrößerten Landkreises Bautzen und hat sein Amt wie seine Amtskollegen am 1. August 2008 angetreten. Am 7. Juni 2015 wurde er mit einem Stimmenanteil von 72,4 % im Amt bestätigt. Zur Wahl 2022 trat Harig nicht mehr an. Zu seinem Nachfolger wurde der bisherige Erste Beigeordnete Udo Witschas gewählt.